# Meteorologiåret 1998

## Händelser

### Januari
- Januari - Sju dygns snöfall vid Höga kusten i Sverige gör cirka 6 000 hushåll strömlösa.[1]
- 4-9 januari - I östra Kanada rsaar en av 1900-talets värsta isstormar och orsakar skador för $3 [2].

### Februari
- Februari - Med 832.8 millimeter i Samnanger, Norge noteras norskt månadsnederbördsrekord för månaden [3].
- 18 februari – I Kirkja, Färöarna uppmäts temperaturen + 14.1 °C, vilket blir Färöarnas högst uppmätta temperatur för månaden [4].
- 19 februari – I Maride, Western Australia , Australien uppmäts temperaturen +  50.5°, vilket blir Western Australias högst uppmätta temperatur någonsin [5].
- 26 februari - I USA drabbas de södra delarna hårt av väderfenomenet El Niño. I Florida har 38 personer dödats av en tornado, och i San Diego har ett våldsamt regnväder slitit sönder en motorväg.[6]

### Mars
- 26 mars – I Singapore uppmäts temperaturen + 36.0 °C (96.8 °F), vilket blir Singapores högst uppmätta temperatur någonsin [7].

### April
- April – 133 millimeter nederbörd faller över England och Wales i Storbritannien [8].
- 9 april – I Chuping, Malaysia uppmäts temperaturen + 40.1 °C (104.2 °F), vilket blir Malaysias högst uppmätta temperatur någonsin [9].

### Maj
- Maj-juni  – Väderfenomenet El Niño bedarrar efter att i drygt ett år ha härjat kring jordens ekvator och orsakat torka i en del av världen och översvämning i en annan, första El Niño-året sedan 1982.[6]
- 9 maj – I Minbu, Myanmar uppmäts temperaturen + 45.8 °C (114.4 °F), vilket blir Burmas dittills högst uppmätta temperatur någonsin [10].
- 15 maj – Hagelkorn stora som basebollar faller över International Falls i Minnesota, USA [11].
- 24 maj – I Bilma, Niger uppmäts temperaturen + 47.1 °C, vilket blir Nigers dittills högst uppmätta temperatur någonsin [10].
- 25 maj – En värmebölja drabbar Indien och skördar hundratals dödsoffer då termometern stiger till + 48 °C.[6]
- 30 maj – Flera stormar härjar i östcentrala Minnesota, USA [11].

### Juni
- Juni-augusti - Sverige och Norden upplever en sval och regnig sommar.[12] I t.ex. Stockholm når temperaturen +25 grader bara en enda dag under sommaren.
- 21 juni - Åtta personer dödas och över hundra skadas då en svårt storm med åska och skyfall drabbar Moskvaområdet.[6]

### Juli
- 25 juli - Halva Bangladesh har blivit kastastrofområde efter kraftiga monsunskyfall. I Dhaka har cirka 8 miljoner personer isolerats av vattenmassorna, och dödsoffer skördats. Minst 150 personer har dunknatt, hamnat under störtande hus eller blivit bitna av simmande giftormar.[6]

### Augusti
- 1 augusti - Kraftiga sommarregn i Kina har utlöst stora översvämningar, värst längsmed Yangtzefloden.[6]
- 5 augusti – I Ploče, Kroatien uppmäts temperaturen + 42.8 °C (109 °F), vilket blir Kroatiens högst uppmätta temperatur någonsin[13].
- 10 augusti  - En extrem värmebölja med + 30-40 °C drabbar Medelhavsområdet. Värst drabbat är Cypern där 48 personer, främst äldre och personer med kroniska hälsoproblem. Samtidigt meddelas att juli 1998 var den varmaste månaden sedan man började mäta 118 år tidigare.[6]

### September
- 1 september - Översvämningar drabbar delstaten Uttar Pradesh i Indien och lägger 2.8 miljoner hektar jordbruksmark under vatten.[6]

### Oktober
- 7 oktober - I Sverige har den blöta och kalla sommaren gjort böndernas spannmålsskörd till den sämsta på en kvarts sekel.[12]
- Sverige upplever en mycket blöt och regnig oktobermånad. Nya nederbördsrekord för oktober sätts i bland annat Halmstad.[14]

### November
- November - Sverige upplever en av 1900-talets kallaste novembermånader.
- 1 november - Orkanen Mitch vållar massdöd och stor materiell förödelse på de platser den drar fram, och läget är värst i Honduras, Nicaragua, Guatemala och Belize [15]. 20 000 personer dödas, och 3 miljoner blir hemlösa [16].
- 10 november – En orkan härjar i Minnesota, USA [17].

### December
- 1 december
  - I Sunndalsøra, Norge noteras norskt värmerekord för månaden med + 18,3 °C [18].
  - Twin Cities i Minnesota, USA upplever sin varmaste decemberdag någonsin [19].
- 6 december - Ett enormt snöfall drabbar Gävle i Sverige [20].

### Okänt datum
- Pakistan drabbas av en värmebölja [21].
- Året 1998 blev ett väldigt nederbördsrikt och solfattigt år i Sverige. Ett nytt Sverigerekord för årsnederbörd sätts i Åstrilt i Halland som får 1631 mm under året. Och i Stockholm och Uppsala är alla årets månader utom maj solfattigare än normalt.

## Avlidna
- 22 maj – Horace R. Byers, amerikansk meteorolog.
- 28 maj – Ragnar Fjørtoft, norsk meteorolog.
- 29 juni – Joseph G. Galway, amerikansk meteorolog.
- Okänt datum – Larry R. Johnson, amerikansk meteorolog.
- Okänt datum – Robert C. Miller, amerikansk meteorolog.

### Fotnoter
1. ↑   Horisont 1998. Bertmarks
2. ↑  ”Dan, Dan the Weatherman's Canadian Weather Trivia Page”. Arkiverad från originalet den 9 september 2013. https://web.archive.org/web/20130909001246/http://www.dandantheweatherman.com/cantriv.html. Läst 8 mars 2013.
3. ↑  MET
4. ↑  DMI
5. ↑  ”Australian Temperature Extremes”. Bureau of Meteorology. 1 april 2009. http://www.bom.gov.au/climate/extreme/records/national.pdf. Läst 4 februari 2011.
6. 1 2 3 4 5 6 7 8   När Var Hur 1999. Forum
7. ↑  ”NEA Meteorological Services”. Singapore National Environment Agency. Arkiverad från originalet den 1 november 2013. https://web.archive.org/web/20131101173456/http://app.nea.gov.sg/data/mss/pdf/26March07.pdf. Läst 4 januari 2010.
8. ↑  Met Office
9. ↑  ”General Climate Information”. Malaysia Meteorological Department. Arkiverad från originalet den 22 juli 2011. https://web.archive.org/web/20110722234125/http://www.met.gov.my/index.php?option=com_content&task=view&id=30&Itemid=1090. Läst 30 juni 2010.
10. 1 2  Masters, Jeff (7 augusti 2010). ”National heat records set in 2010”. Weather Underground. Arkiverad från originalet den 20 augusti 2010. https://web.archive.org/web/20100820002618/http://www.wunderground.com/blog/JeffMasters/comment.html?entrynum=1569. Läst 4 februari 2011.
11. 1 2  ”Arkiverade kopian”. Arkiverad från originalet den 16 juli 2010. https://web.archive.org/web/20100716103814/http://www.climate.umn.edu/pdf/day_in_weather_history/may_wx_history.pdf. Läst 16 februari 2011.
12. 1 2   När Var Hur 2000. Forum
13. ↑  ”Arkiverade kopian”. Arkiverad från originalet den 5 mars 2009. https://web.archive.org/web/20090305133536/http://www.vjesnik.hr/pdf/2006%5C06%5C03%5C34A34.PDF. Läst 3 februari 2011.
14. ↑  ”Månadens väder, Oktober 1998”. Arkiverad från originalet den 28 december 2002. https://web.archive.org/web/20021228153958/http://www.smhi.se/sgn0102/n0203/manv9810.htm/. Läst 4 september 2020.
15. ↑  20:e århundrades När Var Hur - 1999, Bernt Himmelstedt, Forum, 2000
16. ↑  Faktakalendern 2006, Semic, 2005
17. ↑  ”Arkiverade kopian”. Arkiverad från originalet den 16 juli 2010. https://web.archive.org/web/20100716104924/http://www.climate.umn.edu/pdf/day_in_weather_history/november_wx_history.pdf. Läst 16 februari 2011.
18. ↑  MET
19. ↑  ”Arkiverade kopian”. Arkiverad från originalet den 15 december 2010. https://web.archive.org/web/20101215013148/http://climate.umn.edu/pdf/day_in_weather_history/december_wx_history.pdf. Läst 16 februari 2011.
20. ↑  SMHI Arkiverad 25 mars 2015 hämtat från the Wayback Machine.
21. ↑  SMHI Arkiverad 27 oktober 2012 hämtat från the Wayback Machine.